# 고향의 아침
고향의 아침은 2000년 10월 9일부터 2001년 4월 28일까지 방송되었던 시사교양 프로그램이다.